# Stadion Juliska
Stadion Juliska (někdy používán pouze krátký název Juliska) je pražský atletický a fotbalový stadion, který byl otevřen v létě 1960 a je ve vlastnictví Armády České republiky. V minulosti dosahovala kapacita 29 000 míst, v současné době je pro fotbalová utkání omezena na 8 150 míst k sezení. Jde o domovský stadion pro FK Dukla Praha, který je využíván i pro další přípravu sportovců z ASC Dukla.

## Historie
Stadion byl oficiálně otevřen v létě 1960. Po velmi krátké době se pro něj vžil místní název Juliska. V místě sportovního areálu bývala cihelna, pojmenovaná jejím zakladatelem Juliska podle jeho manželky Julie Hofmannové.
Inaugurační zápas proběhl 10. července 1960, kdy se pražská Dukla střetla s rakouským Wiener Sport-Club, nad kterým zvítězila 2:1. První ligový zápas zde byl odehrán proti Kladnu, ve kterém Dukla zvítězila 2:1. Zápas sledovalo 15 000 platících diváků. První zápas v evropských pohárech zde byl odehrán 13. září 1961, kdy se v rámci PVP utkala Dukla s bulharským armádním klubem CDNA Sofia. Před návštěvou 14 000 diváků v něm Dukla zvítězila 2:1 brankami Rudolfa Kučery a Františka Šafránka.
V roce 1975 proběhla kompletní přestavba hlavní tribuny. Autorem nové tribuny byl Ing. Cyril Mandel. Kapacita stadionu se tak zvýšila z 12 000 na 29 000 míst. Další rekonstrukce se stadion dočkal až na přelomu roku 2011, a to hlavně kvůli novým licenčním podmínkám pro vstup do nejvyšší fotbalové ligy. V první etapě byly odstraněny staré dřevěné lavičky, které nahradily samostatné sedačky. Při odstraňování dřevěných laviček byla nutná sanace betonových stupňů. Kapacita stadionu po první etapě klesla na pouhých 4 590 diváků. Druhá etapa proběhla v roce 2012, při níž byly i zbývající tribuny osázeny jednotlivými sedačkami. Kapacita tak po celé rekonstrukci vzrostla na konečných 8 150 diváků.